# Paralomis birsteini
Paralomis birsteini Macpherson, 1988 è una specie di granchio reale, un crostaceo decapode che fa parte del genere dei granchi litodidi Paralomis. Abita i fondali delle acque fredde dell'Oceano Antartico, dell'Atlantico meridionale e dell'Oceano Indiano.

## Distribuzione e habitat
Paralomis birsteini è stato originariamente descritto nel 1988 dal carcinologo spagnolo Enrique Macpherson.  L'esemplare olotipo è una femmina lunga 55 mm, catalogata come USNM 228830. Fu catturata il 2 febbraio 1967 alle coordinate: 67°29′S 179°55′W, ad una profondità di 1080 m. Questo, e gli altri esemplari utilizzati per descrivere la specie, sono stati depositati nel Museo Nazionale di Storia Naturale (Smithsonian Institution, USNM) e nel Museo Zoologico dell'Università di Mosca (ZMUM).
Vive sulla piattaforma continentale del Mar Argentino, nelle acque situate a est delle Isole Malvinas e nell'Oceano Antartico nelle Isole Orcadi meridionali e nel Mare di Bellingshausen  a profondità fino a 1876 m. È stato segnalato anche per gli arcipelaghi subantartici francesi delle isole Crozet e Kerguelen situati nella parte meridionale dell'Oceano Indiano.
Paralomis spectabilis Hansen, 1908, è un granchio del Nord Atlantico e la specie più strettamente imparentata.

## Etimologia
Il nome specifico birsteini è un eponimo, derivato dal cognome del professor Dr. Yakov Avad'evitch Birstein, del Dipartimento di Zoologia degli Invertebrati, Università Statale di Mosca, in omaggio ai suoi importanti contributi alla conoscenza dei membri della famiglia Lithodidae.